# Park Tennis Club
Il Park Tennis Club fu fondato nel 1929 a Genova, nel quartiere di Albaro con il nome di Tennis Albaro, nel 2016 vinse il suo primo scudetto nella Serie A1, seguito da quello dell'edizione 2020.

## Storia

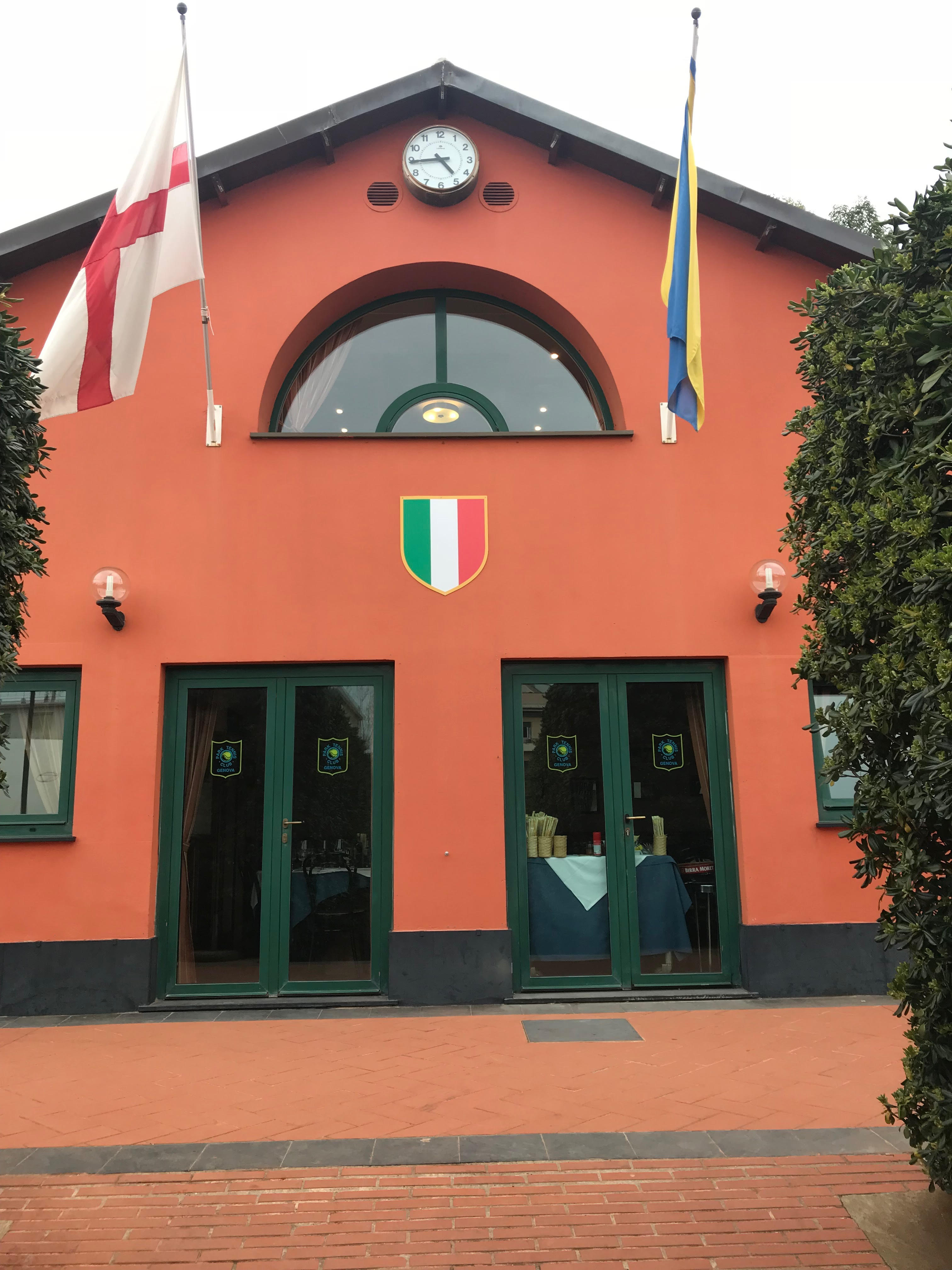

Il Park Tennis Club fu fondato nel 1929 a Genova più precisamente nel quartiere di Albaro con il nome di Tennis Albaro. Dopo i primi lavori il club comprendeva una Sede con bar e spogliatoi, cinque campi da tennis in terra rossa, un campo da Basket, una pista di pattinaggio artistico a rotelle, gli spogliatoi, una sala polivalente e dieci campi da bocce con relativi spogliatoi.
Il club nell'anno 1941 dovette interrompere l’attività tennistica a causa della Seconda Guerra Mondiale.
Nel 1942, durante un bombardamento aereo, una bomba danneggiò gravemente gli spalti lasciando che il club fosse abbandonato e saccheggiato. Nel dopoguerra vennero subito intrapresi i lavori di ricostruzione e con l'aiuto del maestro Franco Gori, di un gruppo di ex-soci dell’associazione IANUA e dei fratelli Caneva e Mangerova considerati i fondatori, diedero vita al Park Tennis Club. Il terreno su cui sorge il circolo era di proprietà della famiglia Drovandi ma in seguito, il terreno venne trasferito a titolo ereditario, non più alla famiglia Drovandi bensì al dottor Maurizio Bensa il quale avrebbe ottenuto il terreno appena l'ultimo membro della famiglia Drovandi fosse morto.
I lavori continuarono negli anni rendendo la struttura principale e i campi da tennis pienamente agibili per poi svolgere ulteriori lavori, stravolgendo completamente la struttura. Negli anni di lavoro, il circolo si modernizzò e per la prima volta i campi centrali vennero dotati di luci notturne. Negli anni '50 il nuovo Park Tennis Club iniziò l'attività agonistica con risultati fin dall'inizio, con la vittoria della Coppa Croce nel 1951 ovvero l'attuale Campionato di Serie B maschile. Dopo il grande lavoro dei soci fondatori e di tutte le persone che avevano creduto nel progetto del Park Tennis Club, negli anni successivi al 1951 si iniziò a vedere un costante aumento di soci, i quali agli inizi degli anni sessanta, erano 400.
Il 1962 fu un anno cruciale per il destino del Park Tennis Club; a causa della morte dell’ultima Drovandi il terreno passò in successione all'erede Bensi, il quale coltivava altri progetti oltre al Park Tennis Club. Con il cambio di proprietà ebbe inizio un lungo periodo di incertezza per il circolo e per questo negli anni vennero presentati dei progetti di trasferimento all'interno di Villa Quartara con però il disapprovo, da parte della maggioranza dei soci, i quali impedirono che il trasferimento avvenisse. Durante i primi anni della gestione Bensi, i rapporti con il club migliorarono rendendo il club area vincolata. A causa dell’impossibilità di migliorare la struttura come secondo i vincoli,  il circolo fu costretto ad avere una sede esterna in Villa Cappellini dove vi erano le attività ricreative ed un servizio ristorante situato però in Via Della Sirena.
Nel 1971 vennero condotti ulteriori lavori di ristrutturazione per realizzare all’interno del circolo un bar-ristorante e una sala polivalente ma a causa del continuo successo del club e del continuo aumento dei soci, il club necessitava di un ampliamento.
Infatti negli anni successivi il club cercò di acquistare le varie parti del terreno del circolo ma fu solo nel 1986 che il presidente Cavallo permise al club di acquistare tutta l’area intestando la zona a nome del Park Tennis Club.
Venne eletto il presidente Edgardo Loewy il quale durante il suo mandato effettuò ulteriori lavori per ampliare i servizi del club e per questo venne costruita una palestra e vennero effettuati lavori di rinnovamento della Sede Sociale.
Negli anni dal 2000 al 2003 durante il mandato del presidente Carlo Massimo Brandi, il circolo per poter ulteriormente ampliare la vastità di servizi offerti ai soci, acquistò nuovi terreni ampliando l'area verde dove vennero costruiti una piscina, un solarium e un campo di pratica golf tutt’ora presenti.
Nel 2003, venne eletto il presidente Filippo Ceppellini il quale porta il Park Tennis Club ad un livello gestionale superiore a quelli precedenti.
Infatti, venne dedicata molta attenzione alla ricerca di sponsor così da ottenere fondi da poter utilizzare per poter soddisfare le esigenze dei soci, come ad esempio, la ristrutturazione della casetta per il gioco delle carte, la pavimentazione esterna del club, l'ampliamento della zona esterna per il ristorante, l’acquisto di una nuova piscina, la costruzione di una sala per il gioco del biliardo e un’area giochi con sala cinema per i bambini.
Negli anni del suo mandato il presidente Ceppellini inoltre, completò le pratiche per la costruzione della prima copertura con pallone pressostatico nella storia del club.
Invece, da un punto di vista sportivo, vennero create le basi per la creazione del miglior vivaio nella storia del circolo, tesserando Alessandro Giannessi, Gianluca Mager, Pietro Ansaldo, Tommaso Sanna e il Danese Frederik Nielsen il quale pochi anni dopo vinse in doppio il torneo di Wimbledon.
Il circolo venne in seguito coinvolto nell'organizzazione del torneo professionistico Genoa Open Challenger, nato nel 2003 in nome di Giorgio Messina e la Coppa Davis del 2009 che portò a Genova e sui campi del circolo Roger Federer e Stan Wawrinka aumentando la notorietà del club anche a livello internazionale. Sotto la presidenza del signor Ceppellini il club raggiunse il suo record storico di soci arrivando a 1000 soci.
Nel 2009, la presidenza del club passò a Mauro Iguera, il quale seguendo i progetti di miglioramento del ex presidente Ceppellini dotò molti campi di palloni pressostatici e creò una pista di atletica per poter far esercitare i giocatori.
Nel 2011, il Park Tennis Clubraggiunse la sua prima promozione in Serie A1 ovvero la massima serie a livello nazionale, arrivando nel 2012 fino ai quarti di finale. Nel 2013 firmarono per il Park giocatori di livello internazionale tra cui Fabio Fognini, Andreas Seppi, Pablo Andújar e Gianluca Naso, i quali portarono il Park Tennis per due anni di fila fino alla semifinale della massima categoria.
Nel 2015, la presidenza passò a Vittorio Malacalza il quale, a causa di problemi personali, rassegnò le sue dimissioni dopo due mesi di mandato. A giugno del 2015 Filippo Ceppellini, ritornò presidente del club continuando la sua politica riguardo alla crescita di giovani atleti all’interno del club, per poi nel 2016 portare il club a vincere il primo campionato Nazionale di Serie A1 nella sua storia. Dal 2018 il presidente è Paolo Giviri.

## Serie A1
Nel 2011, la prima squadra del club venne promossa in Serie A1 ovvero la massima serie a livello nazionale, per poi disputare il campionato nel 2012 arrivando ai quarti di finale. Nel 2013, vennero tesserati giocatori di livello internazionale come Fabio Fognini, Andreas Seppi, Pablo Andújar e Gianluca Naso i quali portarono il circolo a disputare la semifinale del campionato per due anni di fila. Nel 2015, la squadra venne completamente rinnovata, a causa dei mancati successi negli anni precedenti, il club decise di non rinnovare il contratto a molti dei giocatori di livello internazionale convocando solamente in un’occasione Fabio Fognini per poi terminare il campionato in semifinale. Nel 2016, il club decise di schierare una formazione nuova formata, per la maggior parte da giovani, affiancati da giocatori esperti come Alessandro Giannessi. La squadra nonostante la bassa media età raggiunse la finale nella quale sconfisse il TC Forte dei Marmi vincendo il primo scudetto nella massima serie nella storia circolo. Nel 2017, la squadra è stata confermata come quella del 2016 con modifiche durante il campionato a causa di infortuni e malesseri dei titolari. A causa degli innumerevoli infortuni dei titolari, il club è stato eliminato ai gironi mantenendo la posizione in Serie A1 ma cedendo il titolo di campioni d’Italia al Tennis Club Parioli.

### Scuola tennis
Il Park Tennis Club ha in essere una scuola tennis di livello nazionale, che annovera oltre 200 allievi.